# Friedrich Erwin Rentschler
Friedrich Erwin Rentschler (* 16. März 1932 in Laupheim; † 19. Juli 2018) war ein deutscher Unternehmer und Kunstsammler.

## Leben
Nach seiner pharmazeutischen Prüfung wurde Rentschler 1962 an der Universität München mit einer Arbeit zur Quantitativen Bestimmung von Flavonen und Tanninen mit Hilfe der Titrationsmethoden nach Schwarzenbach promoviert. Von 1959 bis 1999 war er Geschäftsführer und Gesellschafter der Dr.-Rentschler-Gruppe. Während seiner Zeit in der Firma wurde der Unternehmensbereich Biotechnologie ausgebaut. 1983 erhielt die Firma weltweit die erste Zulassung für ein Interferon-Produkt namens Fiblaferon.
Seit 1999 war Friedrich Erwin Rentschler Vorsitzender des Aufsichtsrates der Dr. Rentschler Holding GmbH & Co. KG in Laupheim. In diesem Jahr übergab Rentschler die Geschäftsaktivitäten an seinen Sohn Nikolaus F. Rentschler.
Seit 1999 kümmerte sich Rentschler verstärkt um seine Sammlung FER Collection (FER steht für seine Initialen). Seit 2009 befanden sich große Teile der Sammlung im „Ulmer Stadtregal“, einem historischen Fabrikgebäude in Ulm, bis sie im Mai 2022 an ihren Ursprungsort Laupheim zurückkehrten.
Friedrich E. Rentschler wurde 1998 mit dem Bundesverdienstkreuz am Bande ausgezeichnet.

## Mitgliedschaften
- 1984–1999: Mitglied des Galerievereins der Staatsgalerie Stuttgart Präsidiumsmitglied
- 1989–1996: Kuratoriumsmitglied Akademie Schloss Solitude
- 1999–2004: Kuratoriumsmitglied in der Kunststiftung Zeppelinmuseum Friedrichshafen
- seit 1999: Sprecher der Sammler im MNK/ZKM Karlsruhe
- 2000–2006: Vorsitzender des Hochschulrats der Staatlichen Akademie der Bildenden Künste Karlsruhe